# Rock 'N Roll Train
Rock 'N Roll Train è un singolo del gruppo musicale australiano AC/DC, il primo estratto dal quattordicesimo album in studio Black Ice e pubblicato il 28 agosto 2008. 
Il singolo è stato pubblicato in uno speciale vinile 7" limited edition con il lato B War Machine.

## La canzone
Originariamente composta con il titolo Runaway Train, la canzone è stata scritta da Angus e Malcolm Young. 
È stata inizialmente presentata davanti ad un ristretto numero di fan, in occasione delle riprese del video musicale del brano, il 15 agosto 2008. Pochi giorni più tardi, verso la mezzanotte del 27 agosto, è stata invece resa disponibile in anteprima mondiale sulla pagina ufficiale Myspace della band.
La canzone ha ricevuto massiccio airplay sulle stazioni radiofoniche classic rock come Planet Rock, Virgin Radio e Radio Caroline. Negli Stati Uniti è stata massivamente utilizzata nei servizi sportivi di ESPN e ABC. È stata inoltre inserita come introduzione in una puntata della serie televisiva americana Criminal Minds.
La canzone ha raggiunto il primo posto della classifica Mainstream Rock Songs, mantenendolo per tre settimane consecutive.

## Video musicale
Il videoclip del brano, pubblicato sul sito ufficiale del gruppo il 19 settembre 2008, è stato filmato a Londra il 15 agosto dello stesso anno davanti a 150 fan selezionati tramite un concorso indetto dalla band.

## Tracce
1. Rock 'N Roll Train – 4:21
2. War Machine – 3:09

## Formazione
- Brian Johnson – voce
- Angus Young – chitarra solista
- Malcolm Young – chitarra ritmica
- Cliff Williams – basso
- Phil Rudd – batteria

## Classifiche
| Classifica (2008)             | Posizione massima |
| ----------------------------- | ----------------- |
| Canada                        | 45                |
| Giappone                      | 44                |
| Stati Uniti (alternative)     | 25                |
| Stati Uniti (dance club)      | 30                |
| Stati Uniti (mainstream rock) | 1                 |